# مازن لطفي
مازن لطفي ممثل ومخرج أفلام ومخرج إذاعي سوري، بدأ العمل في دائرة التمثيليات التابعة لإذاعة دمشق منذ عام 1972م وحصل على عضوية نقابة الفنانين في سوريا عام 1973م.
يعد مازن لطفي أكثر مخرج في الوطن العربي لديه ساعات دراما في مكتبة الإذاعة السورية بواقع 16 ألف ساعة إذاعية درامية.[بحاجة لمصدر]

## أعماله
أخرج مازن عشرات الأعمال الإذاعية وأعد العديد منها كما أخرج المسلسلات والأفلام القصيرة، وشارك في التمثيل في أكثر من 50 عملاً درامياً خلال مسيرته الفنية.

### في الإذاعة
- إخراج: شؤون عائلية.
- إخراج: بطل ووسام.
- إخراج: سنابل الأدب الإذاعي.
- إخراج: «حكايات من المجهول» حيث كان اسم البرنامج سابقاً (ظواهر مدهشة) والذي بدأ بثه منذ عام 1989 وحتى عام 2020 بعدد حلقات تجاوزت 1300 حلقة.[2]
- إعداد وإخراج: صوت في الذاكرة.

### في الدراما والتلفزيون والسينما
- إخراج: فلم حلم واضح[3]
- إخراج: برنامج أيام رمضانية
- إخراج: مسلسل أصداء قلب
- تمثيل: مسلسل حارس القدس
- تمثيل: مسلسل دقيقة صمت
- تمثيل: مسلسل عطر الشام
- تمثيل: مسلسل كوما
- تمثيل: مسلسل وهم
- تمثيل: مسلسل حكم الهوى
- تمثيل: فلم شغف الشام
- تمثيل: مسلسل تحت سماء الوطن
- تمثيل: مسلسل روزنامة
- تمثيل: مسلسل فرقة ناجي عطا لله

## الجوائز
- عام 1986: الجائزة الذهبية في مهرجان تونس عن برنامج «سنابل الأدب الإذاعي».
- عام 1997: جائزة الإبداع الذهبية كمخرج عن مسلسل «مفترق المطر» في مهرجان القاهرة للإعلام العربي الثالث.
- عام 1998: جائزة الإبداع الذهبية كمخرج عن برنامج «ظواهر مدهشة» في مهرجان القاهرة للإعلام العربي الرابع.
- عام 1999: جائزة الإبداع الذهبية كمخرج عن مسلسل «السماعتان العجيبتان» المعد للأطفال في مهرجان القاهرة للإعلام العربي الخامس.
- عام 2001: الجائزة الفضية كمخرج عن تمثيلية «غربة الروح» في مهرجان القاهرة للإعلام العربي السابع.
- عام 2002: الجائزة الفضية كمخرج عن تمثيلية «حديث منتصف الليل» للكاتب طالب عمران في مهرجان القاهرة للإعلام العربي الثامن.
- عام 2004: جائزة الإبداع الذهبية كمخرج عن برنامج «لنا الحياة» الدرامي للأطفال في مهرجان القاهرة للإعلام العربي العاشر.
- عام 2008: جائزة الإبداع الذهبية كمخرج ومعد عن برنامج «صوت في الذكرة» في مهرجان القاهرة للإعلام العربي الرابع عشر.[4]